# Арамитс
Арами́тс (фр. Aramits) — коммуна во Франции, находится в регионе Аквитания. Департамент — Атлантические Пиренеи. Административный центр кантона Олорон-Сент-Мари-1. Округ коммуны — Олорон-Сент-Мари.
Код INSEE коммуны — 64029.

## География

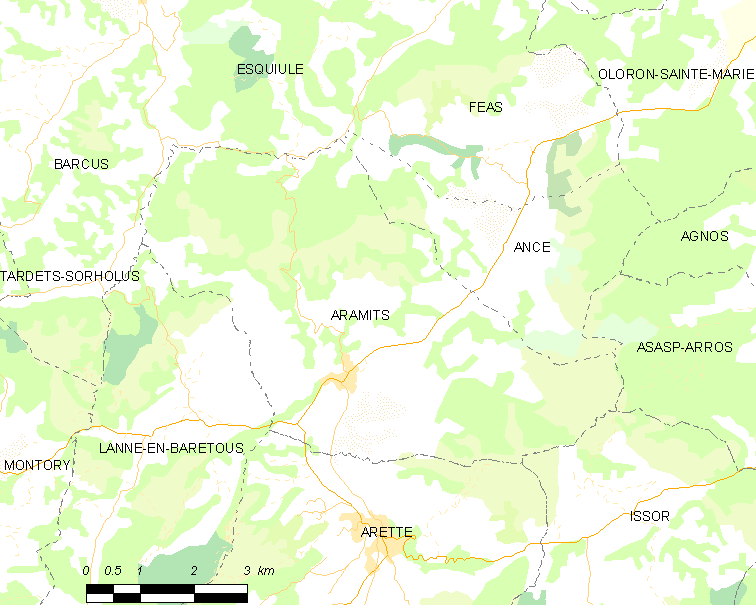
Карта коммуны

Коммуна расположена приблизительно в 680 км к югу от Парижа, в 195 км южнее Бордо, в 36 км к юго-западу от По.
По территории коммуны протекают реки Верт и Жоос.

### Климат
Климат тёплый океанический. Зима мягкая, средняя температура января — от +5°С до +13°С, температуры ниже −10 °C бывают редко. Снег выпадает около 15 дней в году с ноября по апрель. Максимальная температура летом порядка 20-30 °C, выше 35 °C бывает очень редко. Количество осадков высокое, порядка 1100 мм в год. Характерна безветренная погода, сильные ветры очень редки.

## Население
Население коммуны на 2010 год составляло 683 человека.
| 1962 | 1968 | 1975 | 1982 | 1990 | 1999 | 2010 |
| ---- | ---- | ---- | ---- | ---- | ---- | ---- |
| 622  | 600  | 621  | 602  | 588  | 653  | 683  |

## Администрация
| Период | Период | Фамилия       | Партия | Примечания |
| ------ | ------ | ------------- | ------ | ---------- |
| 1983   | 1989   | Пьер Луи      |        |            |
| 1989   | 2014   | Даниэль Лурто |        |            |
| 2014   | 2020   | Этьен Серна   |        |            |

## Экономика
В 2010 году среди 396 человек трудоспособного возраста (15-64 лет) 294 были экономически активными, 102 — неактивными (показатель активности — 74,2 %, в 1999 году было 70,7 %). Из 294 активных жителей работали 276 человек (149 мужчин и 127 женщин), безработных было 18 (11 мужчин и 7 женщин). Среди 102 неактивных 20 человек были учениками или студентами, 51 — пенсионерами, 31 были неактивными по другим причинам.

## Достопримечательности
- Церковь Св. Винсента (XVII век)[4]

## Города-побратимы
- Исаба (Испания, с 1977)
- Ронкаль (Испания, с 2003)

## Фотогалерея

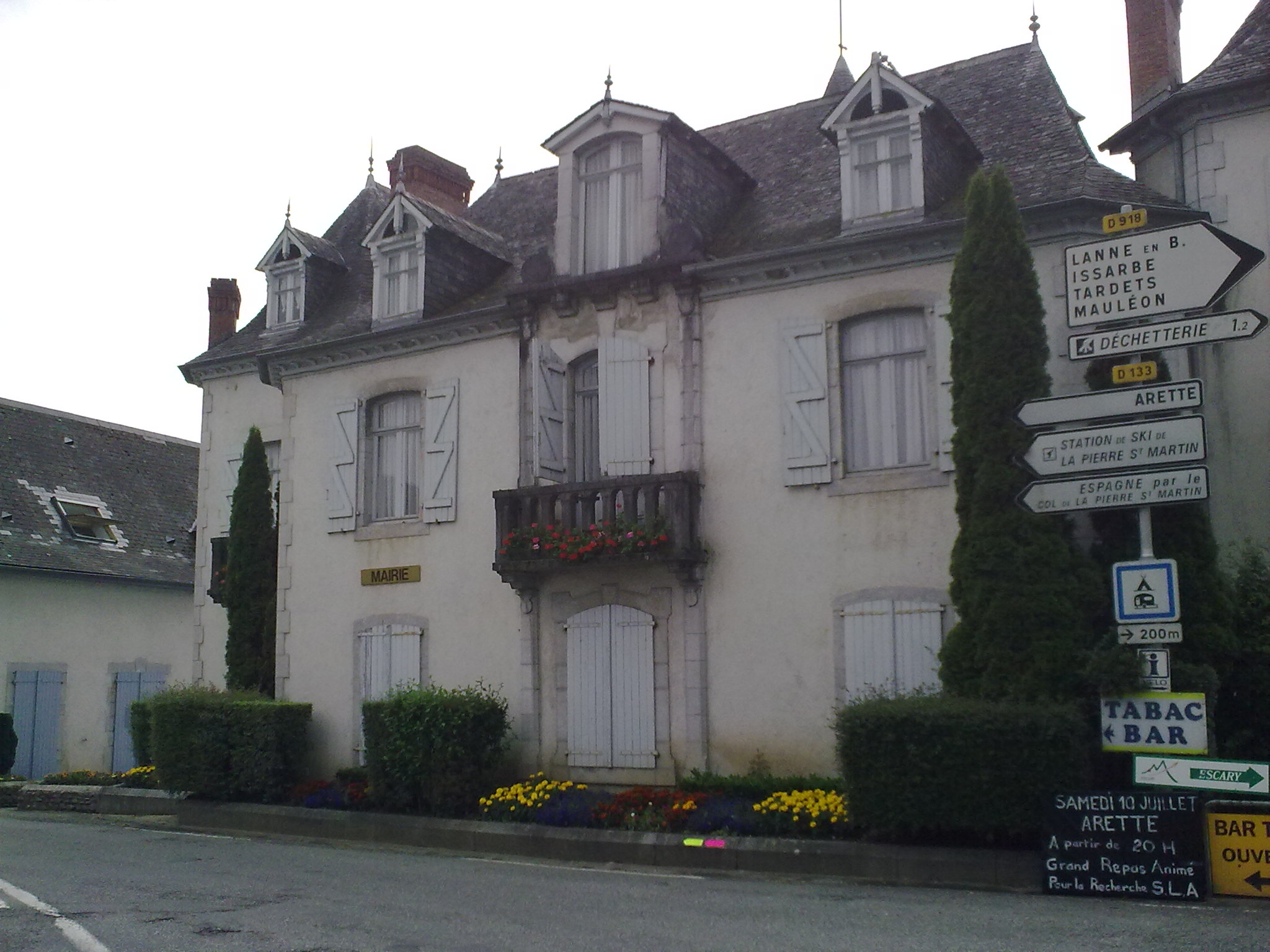
Мэрия
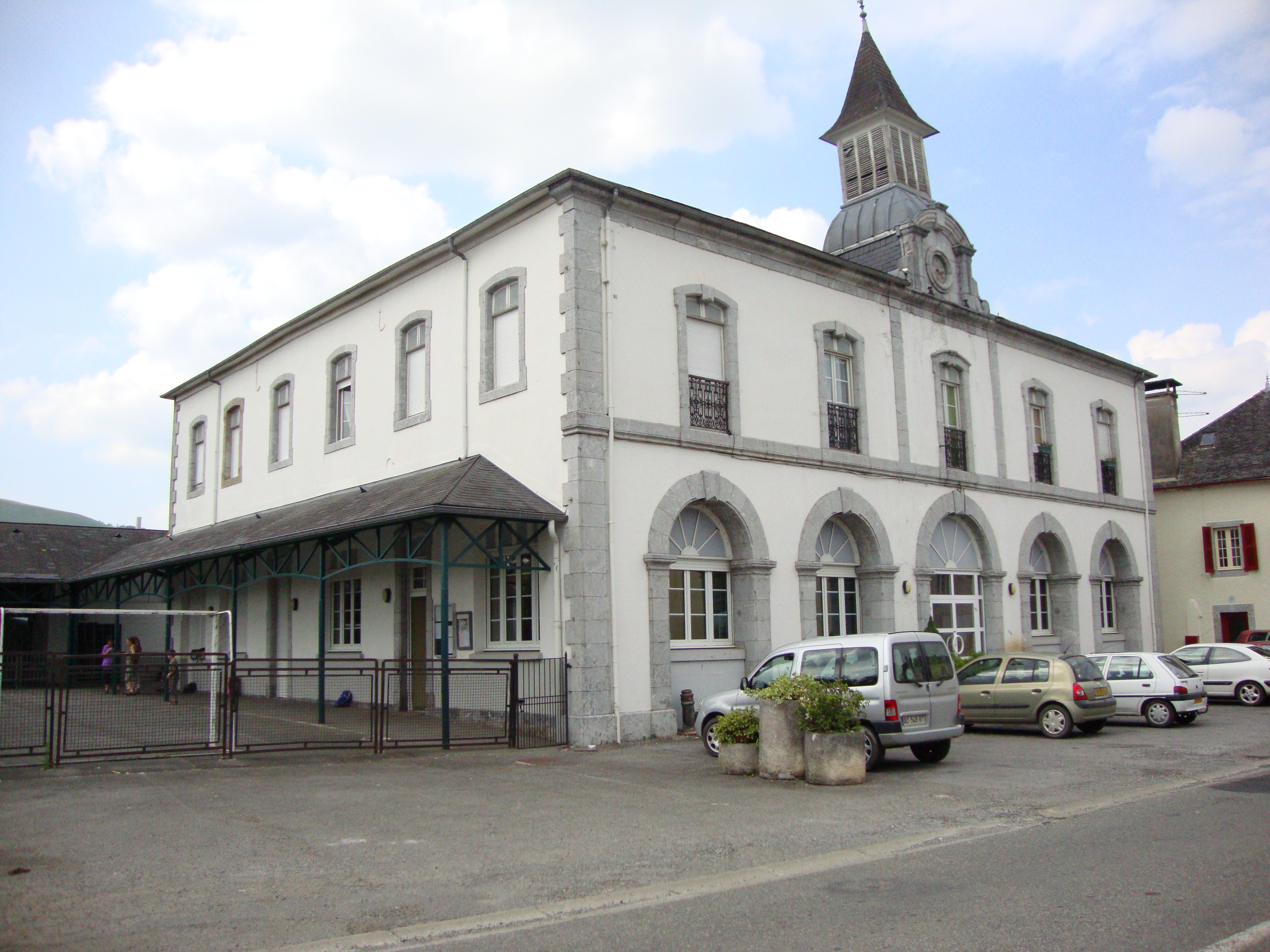
Школа
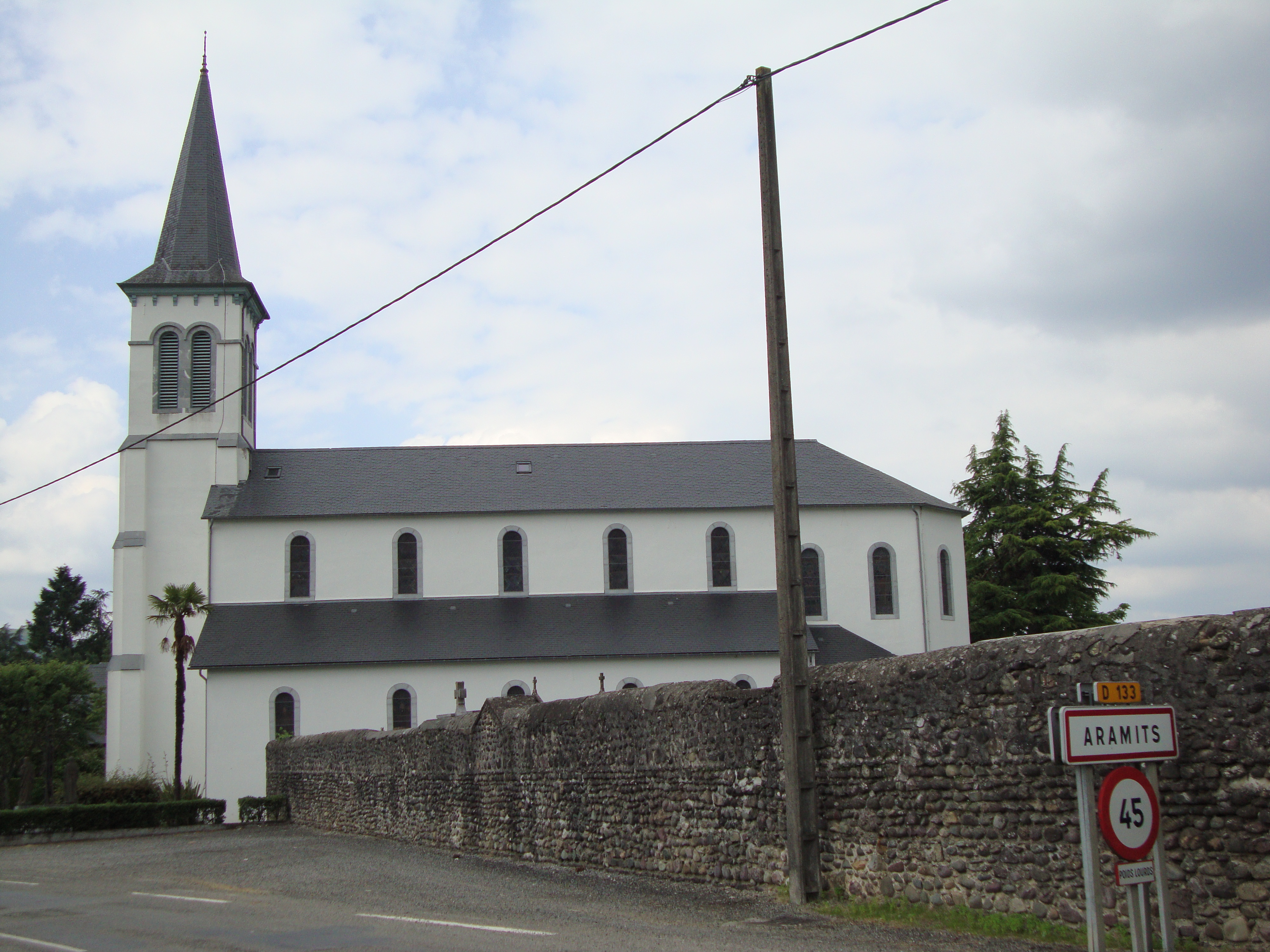
Церковь Св. Винсента
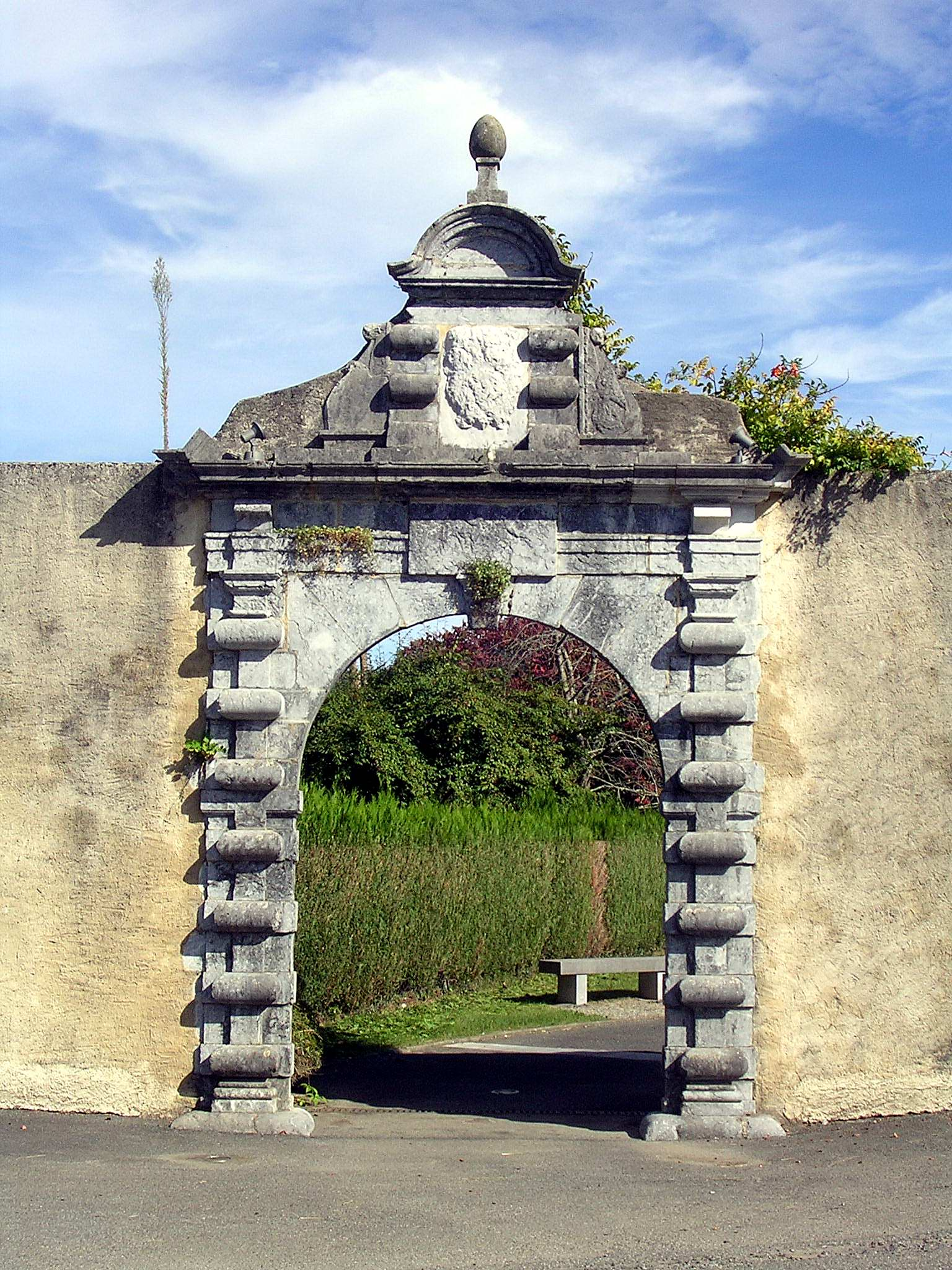
Ворота аббатства
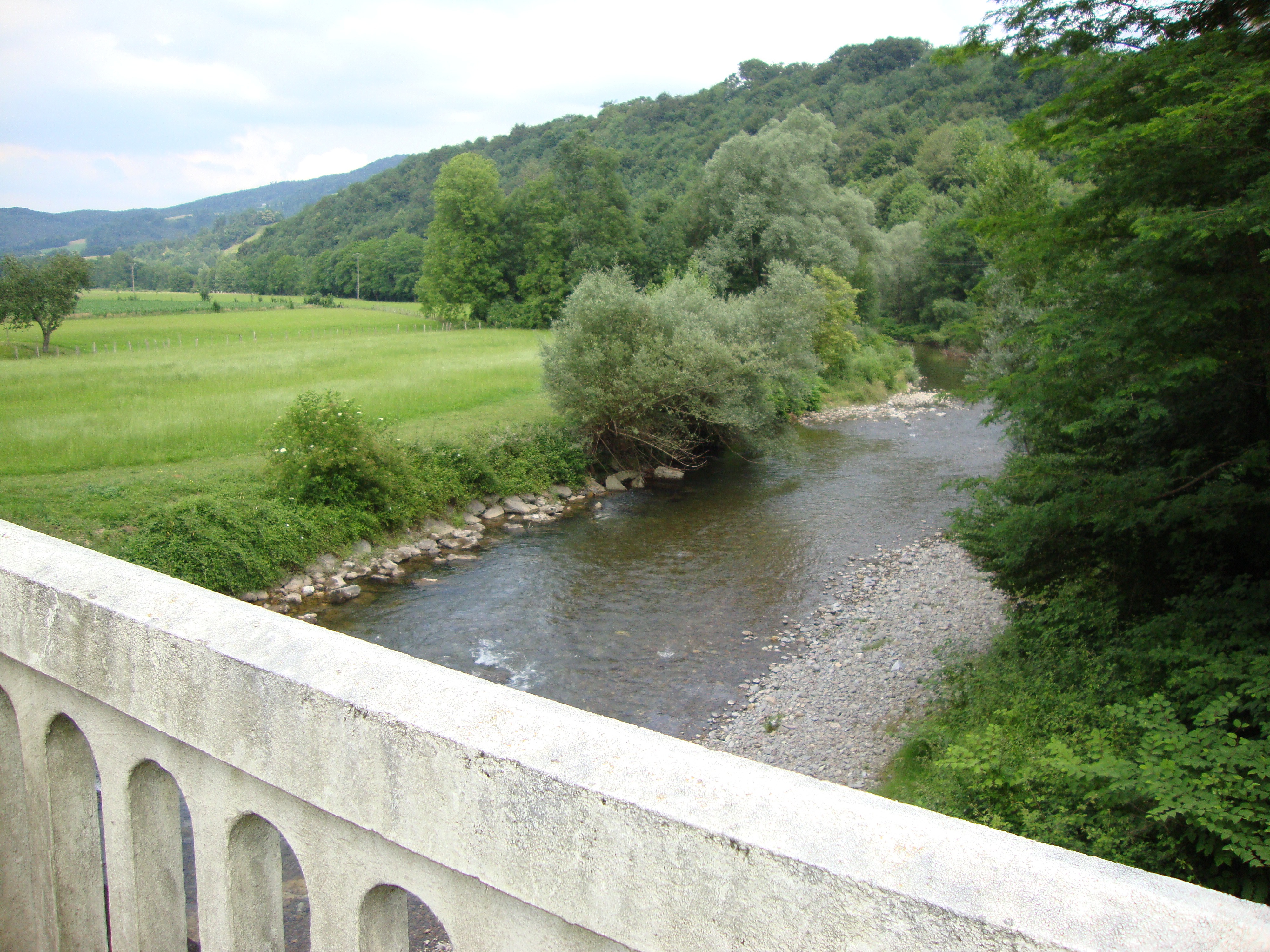
Река Верт